# Cornelis Tromp
Cornelis Tromp (Rotterdam, 3 settembre 1629 – Amsterdam, 26 maggio 1691) è stato un ammiraglio olandese.
Figlio di Maarten Tromp, nel 1665 divenne luogotenente generale, ma nel 1666, dopo la sconfitta di Dunkerque, fu degradato da Michiel de Ruyter. Nuovamente tenente ammiraglio nel 1673, debellò gli Inglesi in varie occasioni.
Nel 1676 divenne tenente ammiraglio generale e combatté la Svezia a Copenaghen. Ammiraglio generale delle Province Unite, si preparò ad attaccare la Francia, ma la morte improvvisa lo trattenne.

## Filmografia
Le figure di Cornelis Tromp e del padre Maarten Tromp sono stata rappresentate nel film olandese Armada - Sfida al confine del mare (2015).